# 후아나 이리스
《후아나 이리스》(스페인어: Juana Iris)은 1985년 방영된 멕시코의 텔레노벨라이다.